# Museo navale romano
Il museo navale romano è situato all'interno dell'antico palazzo Peloso Cepolla sede della sezione Ingauna dell'Istituto Internazionale di Studi Liguri, nel cuore del centro storico di Albenga, in provincia di Savona.

## Storia
La nascita del museo è legata al ritrovamento di una nave romana del I secolo a.C. a circa due miglia dalla costa ingauna. Nel 1950 furono commissionati i lavori di archeologia subacquea per il recupero dell'eventuale materiale e nella prima fase la nave Artiglio - imbarcazione che effettuò il recupero - portò alla luce dopo quindici giorni di lavoro oltre mille anfore, numerosi vasi, oggetti di bordo e alcuni avanzamenti in legno della stessa nave romana, sotto la direzione di Nino Lamboglia.
Nel 1962 una seconda esplorazione del relitto fu effettuata dalla nave Daino così come altre spedizioni sottomarine negli anni seguenti su incarico e a cura del Centro Sperimentale di Archeologia Sottomarina che proprio ad Albenga ha la sua sede nazionale.

## Le sale
La raccolta completa del museo conserva, oltre ai ritrovamenti della nave romana, anche materiali sottomarini rinvenuti dalle diverse esplorazioni subacquee - dal 1957 in poi - nei fondali circostanti l'isola Gallinara. Nella sala detta "degli affreschi", caratterizzata dalla presenza di portali in ardesia del XVI secolo e un camino, è stata allestita la raccolta dei vasi da farmacia provenienti dall'ospedale di Albenga; la collezione comprende all'incirca un centinaio di pezzi in ceramica bianca e blu - databili tra il XVI e XIX secolo - di fabbricazione savonese e albissolese.
In altre sale è stata dislocata la mostra permanente sulla preistoria della val Pennavaira, zona geografica tra Liguria e Piemonte.